# Песерень
Песерень, Песерені (рум. Păsăreni) — село у повіті Муреш в Румунії. Адміністративний центр комуни Песерень.
Село розташоване на відстані 252 км на північний захід від Бухареста, 12 км на південний схід від Тиргу-Муреша, 90 км на схід від Клуж-Напоки, 115 км на північний захід від Брашова.

## Населення
За даними перепису населення 2002 року у селі проживали 918 осіб.
Національний склад населення села:
| Національність | Кількість осіб | Відсоток |
| -------------- | -------------- | -------- |
| угорці         | 862            | 93,9%    |
| цигани         | 41             | 4,5%     |
| румуни         | 15             | 1,6%     |

Рідною мовою назвали:
| Мова      | Кількість осіб | Відсоток |
| --------- | -------------- | -------- |
| угорська  | 884            | 96,3%    |
| циганська | 22             | 2,4%     |
| румунська | 12             | 1,3%     |